# Luis Cándido Carballo
Luis Cándido Carballo (Rosario, 6 de julio de 1918- Rosario, 11 de julio de 1982) fue un político argentino, intendente en tres periodos entre 1958 y 1962 de la ciudad de Rosario y gobernador electo de la provincia de Santa Fe, Argentina.

## Trayectoria política
Carballo ejerció la intendencia de Rosario durante tres periodos: entre el 1 de enero de 1958 y el 12 de mayo de 1958 (de facto), entre el 19 de febrero de 1959 y el 30 de abril de 1960, y entre el 7 de mayo de 1960 y el 30 de enero de 1962.
Rosario padecía un crónico problema con la recolección de la basura, que se realizaba con viejos carros municipales tirados por caballos, rápidamente dispuso de una flota de camiones. Lo mismo ocurría con el transporte público que poseía tranvías (el cual canceló, con el argumento de la "obsolescencia"), y tres líneas de ómnibus que en poco tiempo se incrementaron con un mayor número de colectivos y ampliación de los recorridos y nuevas líneas. Intervino en el anárquico mercado de taxis, y los transformó en un servicio público bajo control de las autoridades municipales.
A fines de 1961 fue elegido gobernador de Santa Fe, para el período 1962-1966, en elecciones democráticas, pero no pudo asumir la gobernación, pues los militares que derrocaron a Arturo Frondizi a fines de marzo de 1962, el 20 de abril, diez días antes de comenzar su mandato, anularon todas las elecciones nacionales y provinciales.[cita requerida]

## Fallecimiento
Carballo murió el 11 de julio de 1982, cuando su voz reclamaba abandonar la “aventura de las Malvinas”, que vaticinaba le iba a costar a la Argentina varias décadas de retraso en su derecho para recuperar la soberanía sobre las islas.